# Lac Talbot (Petite rivière Pikauba)
Pour les articles homonymes, voir Lac Talbot et Talbot (homonymie).
Le lac Talbot est un plan d'eau douce traversé par la petite rivière Pikauba, dans le territoire non organisé de Lac-Pikauba, dans la municipalité régionale de comté (MRC) de Charlevoix, dans la région administrative de la Capitale-Nationale, dans la province de Québec, au Canada. Le lac Talbot fait partie de la réserve faunique des Laurentides.
La zone autour du lac est desservie indirectement par la route 175 qui passe sur sa rive ouest. Quelques routes forestières secondaires desservent cette zone pour les besoins de la foresterie et des activités récréotouristiques.
La foresterie constitue la principale activité économique du secteur ; les activités récréotouristiques, en second.
La surface du lac Talbot est habituellement gelée du début de décembre à la fin mars, toutefois la circulation sécuritaire sur la glace se fait généralement de la mi-décembre à la mi-mars.

## Géographie
Les principaux bassins versants voisins du lac Talbot sont :
- côté nord : lac Tourangeau, ruisseau Vermette, rivière Cyriac, ruisseau aux Castors ;
- côté est : rivière Pikauba, lac Pikauba, rivière à Mars Nord-Ouest, rivière à Mars ;
- côté sud : ruisseau des Pies, ruisseau de l’Enfer, ruisseau Noir, lac du Général-Tremblay, rivière aux Écorces Nord-Est ;
- côté ouest : ruisseau Leboeuf, ruisseau Côté, rivière Apica, rivière aux Canots, ruisseau Willie.

Le lac Talbot s’avère un élargissement de la Petite rivière Pikauba, affluent de la rivière Pikauba. Son contour actuel est tributaire de l'érection d'un barrage à sa décharge ; ses rives sud et ouest sont formées d'un sol marécageux.
Le lac Talbot comporte une longueur de 7,0 km, une largeur de 1,3 km et une altitude de 757 m. Ce lac est surtout alimenté par la petite rivière Pikauba qui traverse ce lac vers le nord-est, par des ruisseaux riverains, par la décharge (venant du sud-ouest) du lac Maskwa et par la décharge (venant du nord-est) de plusieurs lacs dont Decoigne, Beloeil, Lanctôt, Lalonde et Dumais. Ce lac est entouré de montagnes du côté est et sud, dont les sommets atteignent 900 m au nord-est et 917 m à l’est. La digue à l’embouchure du lac Talbot est située au nord-ouest, à :
- 0,2 km à l’est de la route 175 ;
- km au sud-est de la confluence de la décharge du lac Talbot et de la rivière aux Écorces Nord-Est ;
- 4,3 km au sud du lac Tourangeau ;
- 4,7 km au nord du ruisseau Croche ;
- 6,6 km au nord-est du cours de la rivière Pikauba ;
- 7,0 km au sud-ouest de la rivière Cyriac ;
- 7,0 km au nord-ouest de la jonction de la route 175 et de la route 169 ;
- 14,3 km au sud-est du centre de l’ex-hameau de Mont-Apica ;
- 50,4 km au sud-est de la confluence de la rivière Pikauba et du lac Kénogami[2].

À partir de l’embouchure du lac Talbot, le courant suit consécutivement le cours de :
- la petite rivière Pikauba sur 46,8 km généralement vers le nord-est ;
- la rivière Pikauba sur 26,5 km généralement vers le nord ;
- le lac Kénogami lac sur 17,6 km vers le nord-est jusqu’au barrage de Portage-des-Roches ;
- la rivière Chicoutimi sur 26,2 km vers l’est, puis le nord-est ;
- la rivière Saguenay sur 114,6 km vers l’est jusqu’à Tadoussac où il conflue avec l’estuaire du Saint-Laurent[2].

## Toponymie
Le terme « Talbot » constitue un patronyme de famille d’origine française.
La commission de géographie du Québec, adopta le toponyme « lac Talbot » en 1949 ; ce toponyme évoque l’œuvre de vie d'Antonio Talbot (1900-1980). Cet avocat, né dans la région de Montmagny, s'installe d'abord à Québec, où il pratique le droit après ses études à l'Université Laval. En 1928, il habite au Saguenay, sa nouvelle patrie d'adoption ; il est député de Chicoutimi à Québec de 1938 à 1965. Ardent défenseur de sa région, Antonio Talbot comme ministre de la Voirie, de 1944 à 1960, assure le parachèvement de la route reliant Québec au Saguenay–Lac-Saint-Jean. Ce lien routier longtemps attendu permet enfin de rendre plus accessible cette région qu'on ne pouvait alors atteindre que par l'arrière-pays de Baie-Saint-Paul. La route est complétée en 1951 et, depuis 1999, le tronçon porte le nom de route Antonio-Talbot.
Le toponyme lac Talbot a été officialisé le 5 décembre 1968 par la Commission de toponymie du Québec.